# Присад (община Прилеп)
Вижте пояснителната страница за други значения на Присад.
Присад (на македонска литературна норма: Присад) е село в община Прилеп, Северна Македония.

## География
Селото е разположено в планината Бабуна, току над самия град Прилеп, североизточно от него. Край селото е Присадският манастир „Свети Георги“.

## История
В XIX век Присад е изцяло българско село в Прилепска кааза на Османската империя. В „Етнография на вилаетите Адрианопол, Монастир и Салоника“, издадена в Константинопол в 1878 година и отразяваща статистиката на населението от 1873 година, Присад (Prissad) е посочено като село с 23 домакинства и 112 жители българи.
Според статистиката на Васил Кънчов („Македония. Етнография и статистика“) от 1900 година Присадъ има 350 жители, всички българи християни.
На Етнографската карта на Битолския вилает на Картографския институт в София от 1901 година Присад е чисто българско село в Прилепската каза на Битолския санджак с 37 къщи.
В началото на XX век българското население на селото е под върховенството на Българската екзархия. По данни на секретаря на екзархията Димитър Мишев („La Macédoine et sa Population Chrétienne“) през 1905 година в Присад има 240 българи екзархисти и работи българско училище.
При избухването на Балканската война в 1912 година 4 души от селото са доброволци в Македоно-одринското опълчение.
Според преброяването от 2002 година селото има 5 жители, всички северномакедонци.

## Личности
Родени в Присад
- Симон, деец на ВМОРО, преселен в Галичник[8][9]
- Стефан Къпот (? – 1904), български революционер от ВМОРО, прилепски селски войвода, убит от ренегата Григор Соколов в Присад[10]